# 浜田百合子
浜田 百合子（はまだ ゆりこ、1923年3月31日 - 消息不明）は日本の女優。佐賀県佐賀市生まれ、東京育ち。プロデューサーの本木荘二郎は元夫。日本映画学校卒業。
1945年に東宝入社。1946年の『民衆の敵』でデビューする。1958年に引退。引退して以降、現在までに70年近くも経っているため、生死も含めて消息不明である。

## 演作品

### 映画
- 面影（1948年）
- 四人目の淑女（1948年） - 吉川佳王子 役
- ジャコ萬と鉄（1949年） - ユキ 役
- 生さぬ仲（1949年） - 清岡球江 役
- 雪夫人絵図（1950年） - 綾子 役
- 佐々木小次郎（1950年） - 小里 役
- メスを持つ処女（1951年） - 岸上ユリ 役
- 青い真珠（1951年） - リウ 役
- 唐手三四郎（1951年） - 平良敷登 役
- 荒木又右衛門 決闘鍵屋の辻（1952年） - 荒木の妻・みね 役
- 西鶴一代女（1952年） - お局吉岡 役
- 結婚期（1954年） - 東畑マリ子 役
- 警視庁物語　夜の野獣（1957年） - 秋葉広子 役
- 少年探偵団 第一部 二十面相の復讐（1957年） - ローズハリー 役
- 少年探偵団 第二部 夜光の魔人（1957年） - ローズハリー 役

### テレビドラマ
- 銭形平次捕物控（1958年 - 1960年、KRテレビ）※・若山富三郎版
- あんみつ姫（1958年 - 1960年、KRテレビ）
- 松本清張シリーズ・黒い断層 第4・5回「一年半待て」（1960年、KRテレビ）